# Малиновка (Ртищевский район)
Малиновка — село в Ртищевском районе Саратовской области в составе Шило-Голицынского муниципального образования.

## География
Находится на расстоянии примерно 18 километров по прямой на северо-запад от районного центра города Ртищево.

## История
Официальная дата основания 1859 год. По другим данным, село было основано в конце XVIII века, в 1795 году оно насчитывало 89 дворов и 359 жителей. В 1845 году  в Малиновке была построена деревянная Михайловская церковь. По данным 1859 года в Малиновке насчитывалось 125 домохозяйств и 1199 жителей, в 1911 – 381 и 2531 соответственно. В советское время село было центральной усадьбой колхоза имени Карла Маркса.

## Население
Постоянное население составило 470 человек (русские 89%) в 2002 году, 454 в 2010.